# Themistokles
Themistokles (altgriechisch Θεμιστοκλῆς Themistoklḗs, * um 524 v. Chr.; † um 459 v. Chr. in Magnesia am Mäander) war ein Staatsmann und Feldherr Athens während der Bedrohung Griechenlands durch die Perser (Perserkriege). Er wurde zum Sieger der Schlacht von Salamis und gilt als ein Wegbereiter der attischen Demokratie.

## Abstammung und Anfänge

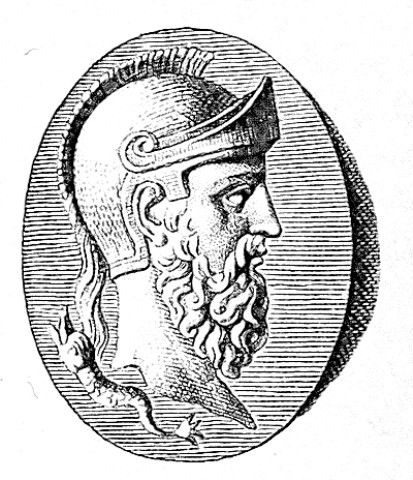
Mit Themistokles identifizierte Abbildung

Themistokles war ein Sohn des Neokles aus dem alt-attischen Priestergeschlecht der Lykomiden (Lykomidai), das den Mysterienkult in Phlya versah. Seine Mutter war keine Bürgerin Athens, sondern eine Metöke aus Arkarnanien – damit war Themistokles nicht „vollbürtig“ und durfte nicht an den Übungen in den Ringschulen der Akademie und des Lykeion teilnehmen. Die meisten Historiker nehmen an, dass Mnesiphilos, der die Philosophie nach Solon lehrte, sein Lehrer war.
In jungen Jahren lebte Themistokles disziplinlos und verschwenderisch, sodass ihn sein Vater Neokles enterbte. Weiterhin bestand für Themistokles nach traditionellen Athener Maßstäben keine Aussicht auf ein Amt im öffentlichen Leben. Diese Verhältnisse begannen sich aber zu ändern, und Themistokles trat an die Öffentlichkeit, auf die er immer mehr Einfluss nahm: 510 v. Chr. vertrieben die Athener ihren letzten Tyrannen, Hippias, aus der Stadt. Um Bürgerkrieg und Tyrannis auf Dauer zu überwinden, schuf Kleisthenes, aufbauend auf Ideen Solons, eine neue Verfassung, die breitere Schichten des Volkes (demos) in die politische Verantwortung einbezog. Im Zeichen der Gleichheit (isonomia) drängte Kleisthenes den Einfluss des Adels auf die Volksversammlung zurück und legte die Wahl der Kandidaten für den wichtigen Rat der Fünfhundert (Boulé) in die Hand des Demos.

## Themistokles als Staatsmann Athens
Seine erste Rolle als ein Teil der Staatsverwaltung hatte Themistokles im korkyraiischen Krieg, wozu er vom Volk zum Feldherren ernannt wurde. In diesem Amt trug er auch nach Ende des korkyraiischen Krieges zur Optimierung der staatlichen Sicherheit bei, unter anderem bei der Bekämpfung von Piraten und der Erniedrigung der Korkyraier. Die nötigen materiellen und finanziellen Mittel erwirtschaftete er durch die Umschichtung der Einkünfte aus den Silber-Bergwerken Griechenlands. Dadurch konnte er in kürzester Zeit den Bau von 100 Schiffen verwirklichen, um die Sicherheit des Meeres zu garantieren und sein Geschick im Seekrieg beweisen zu können.
Themistokles strebte (wie dies laut Herodot schon Hekataios dem milesischen Tyrannen Aristagoras vorgeschlagen hatte) die Stärkung der Seemacht Griechenlands an, um der Übermacht der gegnerischen Perser begegnen zu können. Vermutlich für das Amtsjahr 493 bis 492 v. Chr. zum Archonten gewählt, betrieb er die Erweiterung des athenischen Hafens in Piräus und den Bau von zweihundert Kriegsschiffen, vor allem zur Abwehr der zu erwartenden persischen Invasion. Zum Strategos gewählt, führte Themistokles diese athenische Flotte in der Schlacht von Salamis im Jahre 480 v. Chr. erfolgreich gegen Xerxes I., dessen Schiffe er in die Meerenge von Salamis lockte und mit einer Flotte von gerade mal 300 Schiffen die persische Flotte, bestehend aus 1200 Kriegsschiffen, nahezu komplett zerstörte. Damit hatte der zahlenmäßig unterlegene Themistokles die größte Schiffsflotte seit jeher bezwungen. Nach dem erfolgreichen Kriegsende war er die maßgebliche Triebfeder für das Zustandekommen des Attischen Seebunds, und er nutzte seinen Bonus, die athenische Macht in Griechenland auszubauen, um vor allem Sparta die Vormacht Athens zu demonstrieren.

## Themistokles nach 480 v.Chr.

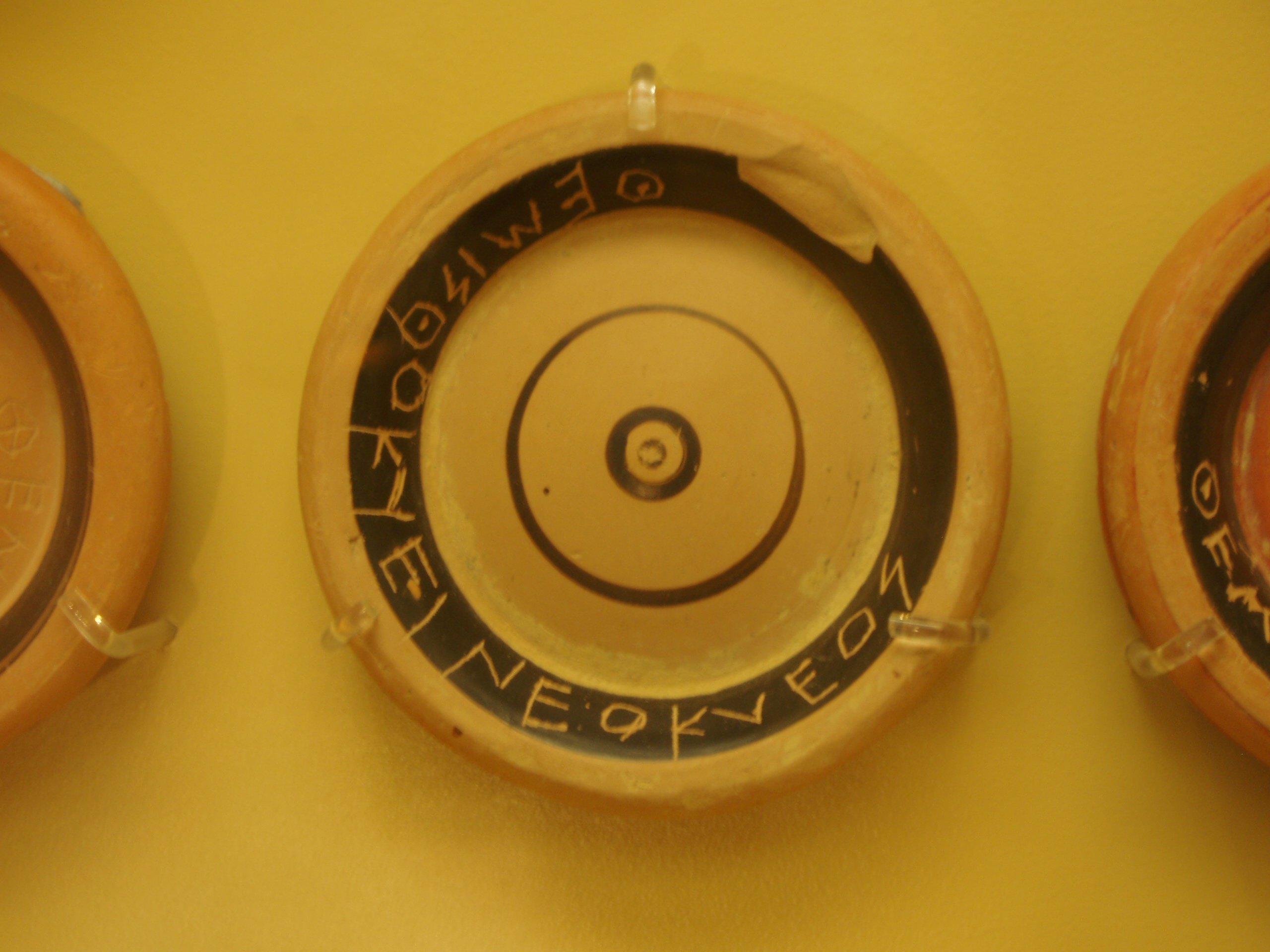
Fundstück zum Beweis des Scherbengerichts gegen Themistokles

Als Abwehr gegen innergriechische Konkurrenten ließ Themistokles zunächst einen Schutzwall um Athen bauen, der in der Folgezeit verstärkt wurde. Diese Maßnahme sowie der Vorwurf, dem Spartaner Leonidas I. bei der Verteidigung der Thermopylen keine Hilfe zukommen gelassen zu haben, und die vorgeblich unnötige Preisgabe Athens an die Perser vor der Schlacht von Salamis führten dazu, dass er um 471 v. Chr. durch das Scherbengericht aus Athen verbannt wurde, aus ähnlichen Motiven wie Miltiades der Jüngere. Infolgedessen verlegte Themistokles seinen Wohnsitz nach Argos. Themistokles’ Abwesenheit nutzten die Spartaner und schickten Gesandte nach Athen. Diese ließen verlauten, Themistokles habe ein Bündnis mit den Persern geschlossen, das die Unterdrückung Griechenlands beinhalte, und man verurteilte ihn zusätzlich als Verräter. Daraufhin floh er nach Persien, wo er, laut Thukydides, von König Artaxerxes I. als Satrap von Lampsakos, Myus und Magnesia am Mäander eingesetzt und damit in Anbetracht seiner Leistungen bei Salamis – vom damaligen Gegner – belohnt wurde, nachdem ihm Themistokles in einem Brief seine Freundschaft angeboten und seine Empathie gegenüber dem König der Perser dargelegt hatte. Nachfolgend verlegte Themistokles seinen Wohnsitz nach Magnesia am Mäander, da ihm Artaxerxes aufgrund seiner Treue und seines strategischen Rates eine dauerhafte Versorgung mit Brot, Wein und Zukost beschaffte.
Nachdem Artaxerxes I. 459 v. Chr. erneut Kriegsvorbereitungen gegen Griechenland in die Wege geleitet hatte, soll er Themistokles den Oberbefehl über die persische Flotte angeboten haben. Der Athener, der jedoch nicht gewillt war, seine Heimat zu verraten, soll sich daraufhin durch Gift das Leben genommen haben. Thukydides wiederum behauptet, Themistokles sei in Magnesia an einer Krankheit gestorben. Laut Nepos sollen die Gebeine von Themistokles in Attika beigesetzt worden sein.
Gerade die Schlacht bei Salamis war die Ursache dafür, dass Themistokles, bevor er in Ungnade fiel, Statuen geweiht wurden. Die im Jahre 1939 gefundene Themistokles-Herme von Ostia dürfte nach einer älteren Statue kopiert worden sein.

„Klar stand ihm vor Augen, daß bei dem sicher bevorstehenden persischen Angriff aller Widerstand zu Lande auf die Dauer unmöglich sei, daß es, wie Hekatäos dem Aristagoras ausgesprochen hatte, nur ein Mittel gebe, die Unabhängigkeit zu behaupten: die Schöpfung einer griechischen Seemacht. Aber er sah auch, daß Athen imstande sei, diese Aufgabe zu erfüllen, und er erkannte die Wege, die zum Ziel führten. Daß er es vermocht hat, den Gedanken in die Tat umzusetzen, daß er mehr als ein Jahrzehnt lang unablässig gekämpft und gerungen hat, bis er die widerstrebenden Elemente niedergeworfen, bis er die Massen dazu gebracht hatte, ans Werk zu gehen, daß er die ganze Bevölkerung mit Enthusiasmus für seine Idee erfüllte und im entscheidenden Moment mit sich fortriß, so daß sie es wagten, alles aufzugeben, um alles zu gewinnen: das ist Themistokles' welthistorische Größe. Mochte das alte Athen darüber zugrunde gehen, mochten die Fundamente des Staats sich verschieben; es gab keine Wahl mehr. Dafür winkte, wenn Athen ihm folgte, am Ziel ein Siegespreis, wie ihn innerhalb der griechischen Welt wenige Jahre vorher auch die kühnste Phantasie nicht hätte erträumen können.“

## Sonstiges
HS Themistokles heißt eine 3100 Tonnen schwere Fregatte der Elli-Klasse der griechischen Marine, die 1979 in den Niederlanden als ein Schiff der Kortenaer-Klasse gebaut und 2003 an Griechenland verkauft wurde.
Der Librettist und Dichter Pietro Metastasio schrieb 1736 sein Libretto Temistocle, das u. a. von Antonio Caldara vertont wurde und den Krieg gegen Xerxes in Form einer galanten Liebesintrige thematisiert.
Napoleon I. vergleicht sich mit Themistokles in dem Brief an Prinz Georg, in welchem er vor seiner Gefangennahme durch die Briten 1815 Aufnahme bei diesen sucht.
Die Figur des Themistokles wird im Film 300: Rise of an Empire durch den australischen Schauspieler Sullivan Stapleton verkörpert.
In dem Film Lawrence von Arabien verwendet Peter O’Toole ein Zitat des Themistokles: „Die Leier spielen kann ich nicht, aber ich kann aus einem kleinen Dorf einen mächtigen Staat machen.“

## Historische Quellen
- Herodot, Historien 7–9
- Thukydides, Der Peloponnesische Krieg 1
- Cornelius Nepos, Themistocles (lateinisch und deutsch)
- Plutarch, Themistokles